# Schönenberg-Kübelberg
Schönenberg-Kübelberg est le chef-lieu de la Verbandsgemeinde de Schönenberg-Kübelberg, dans l'arrondissement de Kusel, en Rhénanie-Palatinat, dans l'ouest de l'Allemagne.